# Adelaido Camaití
Adelaido Camaití Beltrán fue un futbolista uruguayo que se desempeñó en la posición de delantero.

## Trayectoria
Adelaido Camaití, quien jugaba en la posición de banda izquierda, militó en la plantilla del Club Atlético Peñarol en la Primera División de 1935 a 1944. 
Con el club mirasol ganó los Campeonatos Uruguayos de 1935, 1936, 1937, 1938 y 1944, además del Torneo Competencia en 1936, 1941 y 1943. Fue un jugador habitual hasta 1940 inclusive. En los dos años siguientes, Antonio Núñez y Amador Regueiro ocuparon "su" posición de banda izquierda. En 1943 y 1944 compartió tiempos operativos con Raúl Emeal y Ernesto Vidal, respectivamente.
En 1936 fue el segundo máximo goleador del club detrás de Severino Varela quien convirtió 13 goles y empató con Segundo Villadóniga con 12 goles.

## Selección nacional
Camaití fue internacional con la selección de Uruguay, con la que disputó 14 partidos internacionales y marcó dos goles, entre el 2 de enero de 1937 y el 18 de julio de 1940. Formó parte de la selección en los Campeonatos Sudamericanos de 1937 y 1939. También participó en la Copa Lipton con Uruguay en 1937, la Copa Rio Branco en 1940 y la Copa Héctor Gómez en 1941.

### Participaciones en Copa América
| Copa              | Sede      | Resultado     | Partidos | Goles |
| ----------------- | --------- | ------------- | -------- | ----- |
| Copa América 1937 | Argentina | Tercero lugar | 5        | 1     |
| Copa América 1939 | Perú      | Subcampeón    | 4        | 1     |

## Clubes
| Club    | País    | Año         | Partidos | Goles |
| ------- | ------- | ----------- | -------- | ----- |
| Peñarol | Uruguay | 1935 - 1944 | 149      | 54    |

## Palmarés

### Torneos nacionales
| Título              | Club    | País    | Año  |
| ------------------- | ------- | ------- | ---- |
| Campeonato Uruguayo | Peñarol | Uruguay | 1935 |
| Torneo Competencia  | Peñarol | Uruguay | 1936 |
| Campeonato Uruguayo | Peñarol | Uruguay | 1936 |
| Campeonato Uruguayo | Peñarol | Uruguay | 1937 |
| Campeonato Uruguayo | Peñarol | Uruguay | 1938 |
| Torneo Competencia  | Peñarol | Uruguay | 1941 |
| Torneo Competencia  | Peñarol | Uruguay | 1943 |
| Torneo de Honor     | Peñarol | Uruguay | 1944 |
| Campeonato Uruguayo | Peñarol | Uruguay | 1944 |